# ووینووکا (استان پودلاسکی)
ووینووکا (به لاتین: Wojnówka) یک روستا در لهستان است که در گمینا دوبیچه تسرکیونه واقع شده‌است.